# The Teaserettes
The Teaserettes sind eine deutsche fünfköpfige New-Burlesque-Gruppe. Die Teaserettes wurden April 2005 von der Schauspielerin Sandra Steffl gegründet und treten deutschlandweit auf Tanz- und Kabarettbühnen auf. Das Konzept war, dass jede der fünf Tänzerinnen eine eigene Identität verkörpern solle (so nennen sich die Tänzerinnen Cherry Temple, Carmen Mandarina, Litschi Lu, Bunny Clyde und Sandy Beach), die in verschiedenen Rollen auf der Bühne zum Ausdruck kommen. The Teaserettes waren 2005 bis 2006 in der Bar jeder Vernunft in Berlin unter Festvertrag. Sie unterrichten auch Burlesque-Tanz und veröffentlichten 2010 die DVD Burlesque.

## DVD
- The Teaserettes: Burlesque, ZYX Music GmbH & Co.KG, 2010, 70 Minuten, FSK: 12